# Voices under the water/in the hall
『voices under the water/in the hall』（ヴォイシズ・アンダー・ザ・ウォーター イン・ザ・ホール）は、1999年6月23日に発売された角松敏生通算2作目のライブ・アルバム。

## 解説
アルバム『TIME TUNNEL』収録曲のライブ・バージョンとインストゥルメンタルを融合した2枚組アルバム。角松のライブ・アルバムとしては2枚目。インストゥルメンタルではイルカの鳴き声を表現した音が収録されている。
DISC 2の9曲目に収録された「もう一度…and then」のCDシングルは既に廃盤となっているが、1998年5月18日に日本武道館で行われたライブから、ライブ・バージョンとしてアルバムに初収録された。

## 収録曲

### DISC 1
1. 〜Theme of Blue Jam〜
2. TIME TUNNEL
3. Lunafairymiena
4. 〜Wing Beach<Dolphin Talks>〜
5. SHIBUYA
6. 匂い
7. 〜Whale Tail in Sundown〜
8. Rendezvous
9. ALRIGHT
10. 〜Grotto〜

### DISC 2
1. 〜1st Dive〜
2. 時計
3. 何もない夜
4. 〜Sunrise Dive<Whale Journey>〜
5. 風のあやぐ
6. Realize
7. 崩壊の前日
8. 〜Blue Jam〜
9. (シークレット・トラック)
10. (シークレット・トラック)
11. (シークレット・トラック)
12. (シークレット・トラック)
13. (シークレット・トラック)
14. (シークレット・トラック)
15. (シークレット・トラック)
16. (シークレット・トラック)
17. (シークレット・トラック)
18. (シークレット・トラック)
19. もう一度…and then